# Table de montage

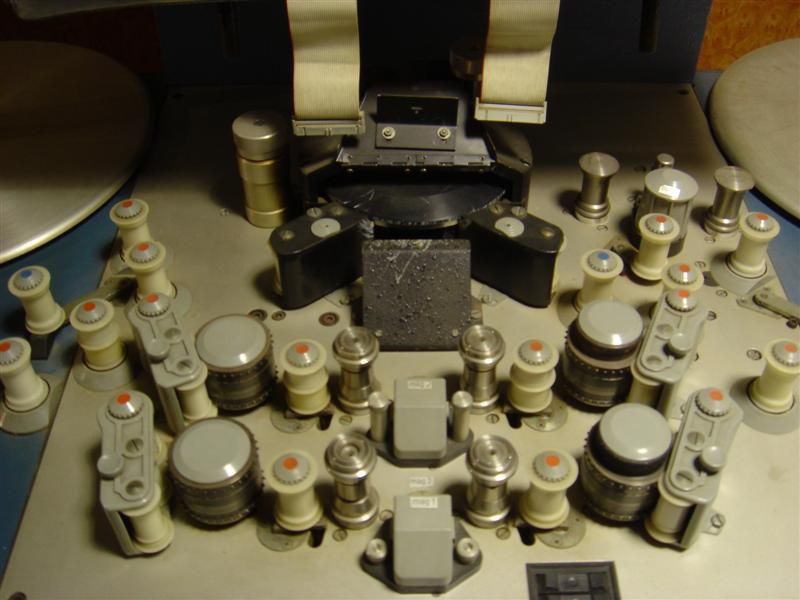
Détails d'une table de montage Steenbeck à plat

La table de  montage est une machine utilisée par le monteur pour monter un film tourné en 35 ou 16 mm perforé (photochimique).

## Historique
Iwan Serrurier invente une des premières table de montage en 1924 et crée la société Moviola.

### Table de montage à plat
Steenbeck  et KEM (Keller-Elektro-Mechanik), inventent en Allemagne les premières tables de montage à plat dans les années 1930.

## Processus

Table de montage interciné.

La Moviola fonctionne comme une énorme loupe  qui grossit la pellicule et ne permet qu'à une seule personne à la fois de voir le film tandis que la Moritone fonctionne avec un système d'image projetée.